# Iglesia de San José (Providence)
La iglesia de San José es una iglesia católica histórica en 86 Hope Street en la ciudad Providence, la capital del estado de Rhode Island (Estados Unidos). Pertenece a la Diócesis de Providence.

## Descripción
San José fue diseñada por el destacado arquitecto irlandés Patrick C. Keely y construido en 1851-1853. Es una gran estructura rectangular con un techo a dos aguas muy inclinado y una torre cuadrada que sobresale de la fachada frontal. Está revestida de piedra de sillería con molduras de piedra rojiza. Los lados están sostenidos en parte por contrafuertes. El edificio es la iglesia católica más antigua construida en piedra en el estado. La Iglesia de Santa María, una estructura de madera que data de 1844 en la sección de Crompton de la ciudad de West Warwick, es la iglesia católica más antigua de Rhode Island.
La iglesia fue incluida en el Registro Nacional de Lugares Históricos en 1974.
El actor y bailarín de Broadway George M. Cohan fue bautizado en la iglesia en 1878.